# Мозирський ґебіт
Мозирський ґебіт (нім. Kreisgebiet Mosyr «Мозирська округа») — адміністративно-територіальна одиниця Житомирської генеральної округи райхскомісаріату Україна з центром у Мозирі. 

## Історія
Округу утворено 20 жовтня 1941 опівдні на території міста Мозиря та Калинковицького і Мозирського районів тогочасної Поліської області. Керував округою гебітскомісар. Ним був штандартенфюрер СА Вольфганг Пширембель. Одночасно на території Єльського та Наровлянського району Поліської області виник Єльський ґебіт (нім. Kreisgebiet Jelsk). Гебітскомісаром цієї округи спочатку був Роберт Маєр (нім. Robert Mayer), а потім — Гарке (нім. Harke). 
1 квітня 1943 тодішні Мозирський і Єльський ґебіти об’єдналися в один новий Мозирський ґебіт.
Станом на 1 вересня 1943 Мозирський ґебіт поділявся на 4 німецькі райони: Єльський (нім. Rayon Jelsk), Калинковицький (нім. Rayon Kalinkowitschi), Мозирський (нім. Rayon Mosyr) і Наровлянський (нім. Rayon Narowlja).
14 січня 1944 року адміністративний центр округи відвоювали радянські війська.